# Beringin Mulya
Beringin Mulya is een bestuurslaag in het regentschap Indragiri Hilir van de provincie Riau, Indonesië. Beringin Mulya telt 653 inwoners (volkstelling 2010).